# 改革
改革，是指各種包括政治、社會、文化、經濟、宗教等方面改良革新，改革的实质是阶级利益的调整，以除舊佈新。目的是要革除现有的社会制度中不符合社会发展的部分，使之符合新的生产力发展的需要。相較於革命是以暴力的方式推翻原有政權以達成改變现狀的目的，改革是指在現有的政治體制之內實行變革。通常一個改革是否能成功也會影響該國的國勢，若成功可讓該國走向穩定局勢，若失敗可能遭致內亂或衝突。
改革必然要付出代價，且要承受內部和外部、客觀和主觀制約:25。推动社会发展的重要动力，社会通过不断改革进步，是历史发展的可能趋势。
根據馬克思學說，历史上的改革，有奴隶主性质的改革（如管仲改革）、封建性质的改革（如商鞅变法、北宋熙宁变法）、资本主义性质的改革（如日本明治维新、戊戌变法、美国罗斯福新政）还有社会主义性质的改革（中国改革开放和苏联的经济改革）。

## 中国歷史上的改革

### 古代

#### 先秦时期
这一时期的改革，是中国历史早期的改革，大多是为了适应生产力的发展以及争霸战争的需要，大多有利于封建国家的发展

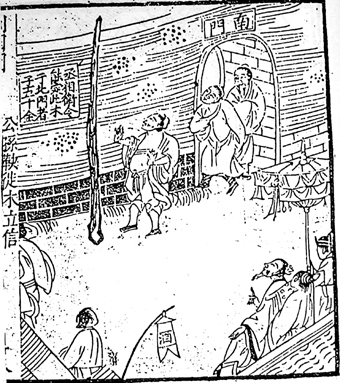
商鞅变法前为取信于民实行的“徙木立信”

- 春秋时期晋献公、晋文公的内政改革
- 春秋时期的管仲改革
- 郑国的子产变法
- 秦国秦穆公的变法称霸
- 楚庄王的改革
- 鲁国的“初税亩”
- 李悝变法
- 吴起改革
- 申不害变法
- 邹忌改革
- 赵国的胡服骑射
- 戰國時代秦國的商鞅變法

#### 秦汉时期
- 秦始皇对中央官制和地方行政制度的改变，实行皇帝制度、三公九卿制、郡县制，改革货币、文字和度量衡等
- 汉武帝加强中央集权，实行推恩令、罢黜百家，独尊儒术等一系列社会改革
- 王莽改制
- 东汉初年光武帝的改革

#### 魏晋南北朝时期
- 魏文帝为防止尚书台权力过大而进行的三省六部制的改革，从此中央官制开始走向三省六部制；实行九品中正制拔选人才
- 蜀汉诸葛亮推行的改革
- 十六国前秦皇帝苻坚与王猛的改革
- 宋武帝改革吏治、重用寒门，实行“土断”等改革
- 北魏孝文帝的汉化改革
- 北周政治制度改革，按周礼设置天官、地官、春官、夏官、秋官、冬官六官

#### 隋唐时期
- 隋文帝设立三省六部制、科举制度、均田令等制度的改革
- 唐太宗时期均田制和租庸调制以及府兵制的改革
- 武则天开创殿试和武举的改革

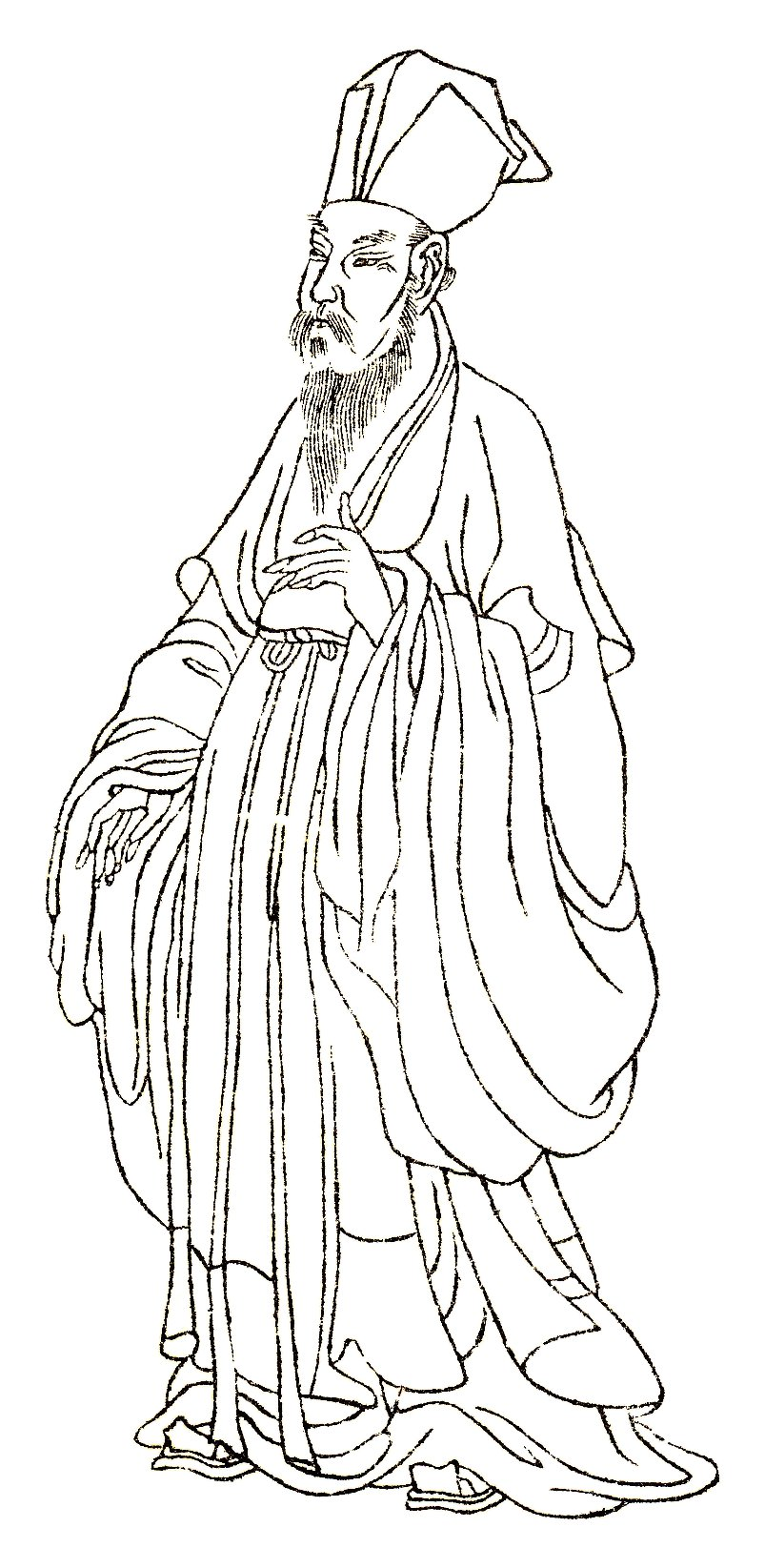
中国11世纪的改革家王安石

- 唐玄宗在位前期的谏官制度、抑制豪族和佛教势力以及社会生产的改革
- 唐德宗起用杨炎推行两税法，以刘晏改革漕运，修改盐法，行常平法以改善财政的改制
- 唐顺宗时期的永贞革新。废除宫市，停止地方进奉；废除五坊小儿，减轻税赋

#### 第二次民族大融合时期
这一时期民族政权并立，宋朝的改革多是针对财政问题以及政治体制的改革，辽、金、元等政权大多是进行少数民族封建化的变革
- 辽太祖对国家体制的改革
- 辽太宗采取因俗而治的统治方式，实行分治汉人和契丹人、南北两面官的两院制的改制
- 辽世宗合并南面官和北面官，成立南北枢密院，废南、北大王，形成一个枢密院的改革
- 后周世宗精简中央禁军，补充强健之士，形成“殿前诸班”的禁军的军事改革；打压武人政治的政治改革等
- 宋太祖收精兵、削实权、制钱谷的政治改革以及节度使制度的改革
- 辽圣宗时期的汉化改革
- 范仲淹、富弼、韩琦等主持的庆历新政
- 宋神宗时期王安石主持的王安石变法，新法包括均输法、青苗法、免役法、市易法、保甲法、保马法、方田均税法等。
- 宋神宗的“元丰改制”
- 金太祖勃极烈制度的改革
- 金熙宗时期的推动汉制改革，金朝官制此时基本汉化，建立以尚书省为中心的三省制。
- 金海陵王时期实行尚书省一省制，都元帅府的改革
- 金世宗的改革
- 金章宗时期的改革
- 宋理宗的端純更化和公田法
- 元太祖时期对国家体制的改革
- 元太宗时期针对中原汉地进行的军事、赋税制度、选官制度的改革
- 元宪宗时期的军事改革
- 元世祖实行一省两院制、行中书省、四等人制的改革
- 元仁宗推行以儒治国政策，元祐复科等改革
- 元英宗以儒治国、加强中央集权和官僚体制的改制

#### 明清时期
这一时期的改革，多是封建社会后期对于强化中央集权，并且针对各种社会矛盾、财政问题以及民族关系的改革。
- 明太祖废除丞相制度、建立三司制度以及锦衣卫机构的政治改革以及地方上废除中书省，建立卫所制度的改革
- 建文帝主持的建文改制
- 明成祖时期对内阁、东厂制度等政治体制、军事体制以及迁都北京等改革
- 明宣宗时期对内阁制完善的改革
- 明英宗时期于谦在土木之变后的军事改革以及废除殉葬制度
- 明穆宗实行俺答封贡和隆庆开关的“隆庆新政”
- 明神宗时期张居正主持的改革
- 崇祯帝挽救明朝的改革，以失败告终
- 清太祖建立八旗制度的改革
- 清太宗更改“女真”族名为“满洲”，改革满汉民族关系，联络蒙古等一系列社会改革
- 清世祖时期针对民族关系的改革
- 清圣祖时期对政治制度、民族制度的改革
- 清世宗时期改革密折制度、设立军机处等中央制度改革，废除贱籍、改土归流、摊丁入亩、火耗归公、一体当差一体纳粮，设置养廉银等社会改革
- 清高宗对整顿吏治、朋党以及民族关系的改革
- 清仁宗对和珅等贪官的治理，整顿漕运、财政的改革

### 近现代
清穆宗时期恭亲王奕訢、曾国藩、左宗棠、李鸿章、张之洞等发起的洋务运动。清德宗时期康有为、梁启超等发起的资产阶级性质的戊戌变法，又称百日维新。1901年立宪派康有为和梁启超推动立宪运动，慈禧太后推行清末新政。推行君主立宪、建立新军、废除科举、整顿财政等一系列社会改革。
中國近代史上，革命與和平改革交替進行、平行發展；宗旨都是為改變君主專制，以某種近代民主制度取代:4。1912年中华民国南京临时政府建立后实行的一系列社会改革。有兩種錯誤觀念，一是把革命僅視為暴力取得政權；二是將革命與和平改革對立，以為革命是推動歷史進步，改革是維護舊有統治秩序:4。1927年南京国民政府建立后实行的经济改革。凡是有助於改變君主專制，無論暴力或和平改革都應予肯定:4。
中国共产党在土地革命时期推行的土地改革以及1950年代实行的土地改革运动。邓小平自1978年以後的改革開放政策，实行家庭联产承包责任制、社会主义市场经济、对外开放等一系列社会改革。

## 世界历史上的改革

### 古代
- 古希腊梭伦改革，民主制改革
- 古希腊克里斯提尼的民主改革
- 古希腊伯利克里的民主改革
- 罗马帝国皇帝克劳狄设立秘书处、财务处、司法处三大中央机关的中央政治制度改革，提高骑士地位和将罗马公民权授予各邦人民的社会改革
- 罗马帝国皇帝哈德良将元首制改为绝对君主制，设立元首顾问会，加强联邦罗马化的改革
- 罗马帝国皇帝戴克里先改革军事，实行新税制的一系列改革
- 罗马帝国皇帝君士坦丁对行政区划以及帕拉丁骑兵卫队取代近卫军的改革
- 古代7世纪日本的大化改新
- 日本1333年后醍醐天皇重新即位后进一步集中天皇权力，设置记录所、杂诉决断所等中央机关，史称建武新政

### 近现代
- 马丁·路德宗教改革
- 加尔文宗教改革

- 英国亨利八世的宗教改革
- 俄罗斯帝国彼得大帝西欧化的社会改革
- 俄罗斯帝国叶卡捷琳娜二世的社会改革
- 1832年改革法令
- 埃及穆罕默德·阿里帕夏的近代化改革

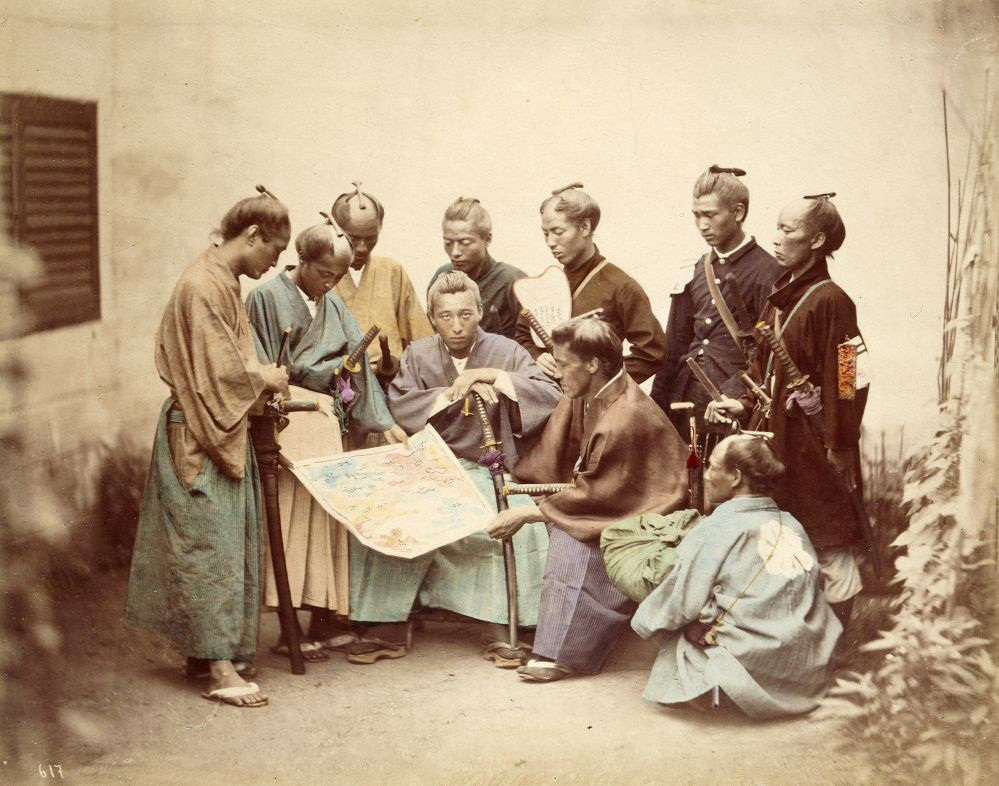
日本明治维新时期的萨摩藩武士，明治维新是日本近代化的起航。

- 鄂圖曼土耳其帝國穆斯塔法·雷希德帕夏主導的坦志麥特近代化改革
- 俄国亚历山大二世主持的农奴制改革，以及改革司法、教育、地方自治等一系列社会改革
- 美国总统林肯废除黑人奴隶制的改革
- 德国俾斯麦强行推行陆军改革和新兵役制度的军事改革
- 日本於十九世紀中葉发起的资产阶级性质的明治維新
- 朝鲜高宗1897年在军事、经济、私有制、教育等方面为适应工业化进行的光武改革。
- 俄国斯托雷平1905年的土地改革
- 1923年，土耳其国父凯末尔进行的凯末尔改革
- 美国大萧条期间的罗斯福新政
- 战后日本吉田茂的民主化改革

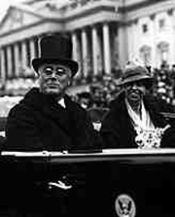
1933年就任美国总统的富兰克林·罗斯福，他上任后实行的一系列整顿使美国的经济走向了正轨

- 苏联赫鲁晓夫针对斯大林体制的弊端推行的社会改革
- 台灣於1950年代的土地改革：三七五減租、公地放領、耕者有其田
- 1955年泰国銮披汶·颂堪的政治、经济改革
- 1956年匈牙利的农业改革，遭到了苏联的镇压
- 捷克斯洛伐克共产党1968年的改革，又称“布拉格之春”
- 伊朗國王穆罕默德-李查·巴勒維進行的現代化改革，又称“白色革命”
- 台灣於1970年代的十大建設
- 英国1979年撒切尔夫人上台后，推动企业私有化，采用货币主义政策，抨击福利制度的改革
- 苏联勃列日涅夫推行的经济改革
- 越南領導人阮文靈推行的革新開放經濟改革
- 美国里根在减税、缩小政府规模、减少政府对商业管制，刺激美国的经济的改制
- 苏联戈尔巴乔夫的经济及政治改革，结果是苏联解体
- 美国1992年比尔·克林顿上台后，抓住数字革命和互联网带来的巨大机遇，促进了美国经济的长期增长
- 俄罗斯联邦总统叶利钦推动市场经济和民主制，采取“休克疗法”的经济改革
- 俄罗斯总统普京推行宏观经济管理，对俄罗斯大幅的经济改革
- 美国总统小布什推行减税计划、以及对于医疗保险和社会福利体制的改革
- 台灣於1994年的全民健康保險